# Jisoo Han
Jisoo Han, koreanska Han Ji-su, hangul 한지수, född ungefär i oktober 1983 är en sydkoreansk dykinstruktör. Hon anhölls i Honduras i samband med den holländska turisten Mariska Masts dödsfall på den honduranska ön  Roatán. Jisoo Han satt häktad i 110 dagar och i husarrest 306 dagar 2008–2009.
Jisoo Han förklarade sig oskyldig och vädjade till sin rumskamrat Daniel Ian Ross att träda fram. Han var också misstänkt men hade flytt till Australien. Jisoo Han menade att Ross kunde vittna till hennes fördel.
Jisoo Hans farbror Sung-ho Choi vädjade om hennes frisläppande via Amnesty International. Fallet uppmärksammades av den sydkoreanske presidenten Lee Myung-bak och av den honduranske presidenten Porfirio Lobo Sosa. Den 16 oktober 2010 friades Han från misstankarna om mord, men kvarhölls i Honduras ytterligare en månad i väntan på ett överklagande från åklagarsidan.

## Bakgrund
Jisoo Han kom till Roatán den 10 juni 2008 för att utbilda sig till dykinstruktör. Hon blev den 29-årige Daniel Ross assistent. Hon flyttade in hos Ross I augusti för att spara pengar.  Ross hade dubbelt medborgarskap i Storbritannien och Australien, hade anlänt till Honduras i mars samma år och arbetade illegalt på ön.

## Mariska Masts död
Den 21 augusti 2008 påbörjade den 23-åriga holländskan Mariska Mast en dykkurs vid Coconut Tree Divers med Ross och flera andra som instruktörer. Masts resekamrat Barbara Mehsner berättade att Mast hade klagat över andningsproblem efter den sista dykningen för dagen. Jisoo Han mötte Mast för första gången vid Purple Turtle Bar i sällskap med Ross och flera andra gäster. 
Mehsner berättade att Mast och Ross drack tillsammans och att Mast var förtjust i honom och att de hade kyssts.
Jisoo Han hade gått tillbaka till lägenheten strax före midnatt och förklarade att Ross och Mast dykt upp strax efteråt.
Enligt Ross vittnesmål till polisen skulle Mast ha kollapsat i badrummet ungefär klockan tre på natten och slagit huvudet. Jisoo Han hade hjälpt till att kyla Masts skador och sedan lagt sig för att sova igen. Hon skulle ha vaknat sex på morgonen för att Ross ropat att Mast hade svårt att andas. Jisoo Han sa att Mast låg naken i Ross säng i sin egen avföring.
Mast fördes till sjukhus, åtföljd av Ross och Han. Ross berättade senare att han inte kunnat förstå  vad läkarna sagt eftersom han inte kunde tala spanska, och att läkarna skickat iväg honom. Ross återvände till lägenheten där han ”städade upp i röran” och menade att han inte förstått att han därmed avlägsnade viktig bevisning, sedan Mast dödförklarats.

## Utredningen
Ross arresterades och satt i häkte fem dygn. Ross berättade under häktestiden att han inte velat att Mast skulle följa med till lägenheten. Brittiska tjänstemän i Honduras menade att obduktionen av Mast var ofullständig och att det var tveksamt om Ross kunde åtalas. Han kallades till rätten för att vittna. Ross släpptes ur häktet efter att ha fått lämna ifrån sig sitt brittiska pass, med uppmaningen att inte lämna ön. Polisen kände inte till att Ross hade dubbla medborgarskap och att han därmed hade ett pass till. Dagen efter använde han sitt australiska pass för att lämna landet.
Holländska diplomater och utredare besökte ön och krävde att utredningen skulle öppnas igen.En ny kriminalteknisk undersökning gav vid handen att Mast dött av trubbigt våld och kvävning, med tecken på strypning. Spår av amfetamin hittades i hennes blod.
Den rättsmedicinske patologen Heybee Yessenia Caballero rapporterade av Masts skador verkade överensstämma med avvärjningsskador och rubricerade dödsfallet som ”mord i ett medicinskt perspektiv sett”. En internationell arresteringsorder utfärdades för Ross via Interpol.
En månad efter dödsfallet klarade Jisoo Han att ta dykarcertifikat och lämnade Roatán. Efter tre veckor i USA återvände hon till Sydkorea. I december 2008 åkte Jisoo Han till Egypten där hon arbetade som dykinstruktör för andra koreaner.

## Arrestering och häktning
Den 27 augusti 2009 greps Jisoo Han vid Kairos internationella flygplats på en efterlysning från Interpol, när hon var på väg att resa tillbaka till Sydkorea. Efter förhör med Interpol sattes hon i fängelsecell i Kairo. Han krävde att få kontakta det koreanska konsulatet i Kairo, men nekades detta. Ross befann sig för tillfället i Singapore, men flydde till Australien när han fick höra talas om gripandet. Australien har inget utlämningsavtal med Honduras.
Den 22 september 2009 skickades Jisoo Han till Roatán. Efter en summarisk domstolsförhandling, som Jisoo Han sa sig inte förstå, skickades hon tillfängelset i La Ceiba.Hon blev I fängsligt förvar fram till den 14 december 2009, när hon släpptes mot en borgen på 10000 dollar och kravet att vara i husarrest fram till den stundande rättegången.

## Rättegången
Rättegången mot Jisoo Han hölls 14–15 oktober 2010. Sydkoreas utrikesministerium sände en diplomat och en kriminaltekniker för att assistera i fallet. Han försvarades av advokat Félix Antonio Ávila Ortíz mot anklagelser som kunde ge henne 30 års fängelse i Honduras. Hans försvar presenterade en ny obduktionsrapport som tydde på att Masts död orsakats av en kombination av alkohol och droger. Den 16 oktober frikändes Han av en enhällig jury från mordanklagelserna. Frisläppandet fördröjdes dock ända till den 19 november.